# Diecezja Kumba
Diecezja Kumba – diecezja rzymskokatolicka w Kamerunie. Powstała w 2016 z terenu diecezji Buea.

## Biskupi diecezjalni
- Bp Agapitus Enuyehnyoh Nfon (od 2016)